# Caledonrivier
De Caledonrivier (Zuid-Sotho: Mohokare) is een rivier die door de provincie Vrijstaat van Zuid-Afrika en door Lesotho en diens hoofdstad Maseru stroomt. 
De rivier ontspringt ten zuidwesten van Phuthaditjhaba in de Drakensbergen en mondt uit in de Oranjerivier bij Bethulie. De rivier fungeerde vroeger als grens tussen de Oranje Vrijstaat en Basutoland en tegenwoordig tussen de provincie Vrijstaat en Lesotho. De vruchtbare vallei van de rivier heeft een van de grootste temperatuurvariaties van zuidelijk Afrika en is uitermate geschikt voor de productie van mais.

## Dammen
Dammen in de rivier:
- Armeniadam
- Egmontdam
- Knellpoortdam
- Koppieskraaldam
- Meulspruitdam
- Moperridam
- Welbedachtdam